# Ludi scaenici

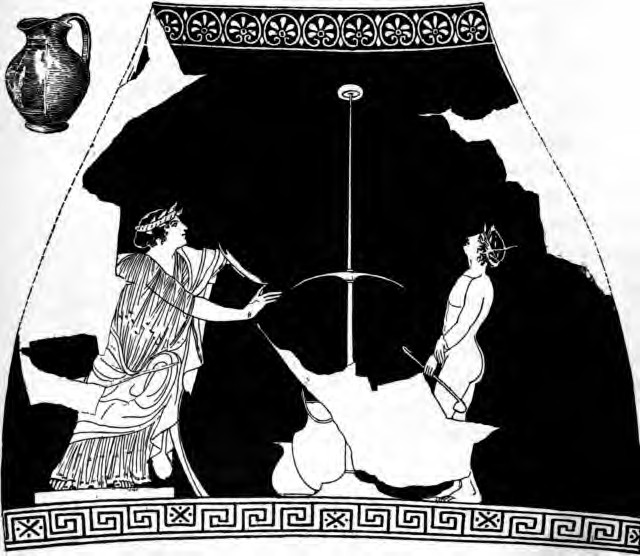
En el centro, un soporte para el juego de cótabo. Museo Arqueológico Nacional de Umbría.

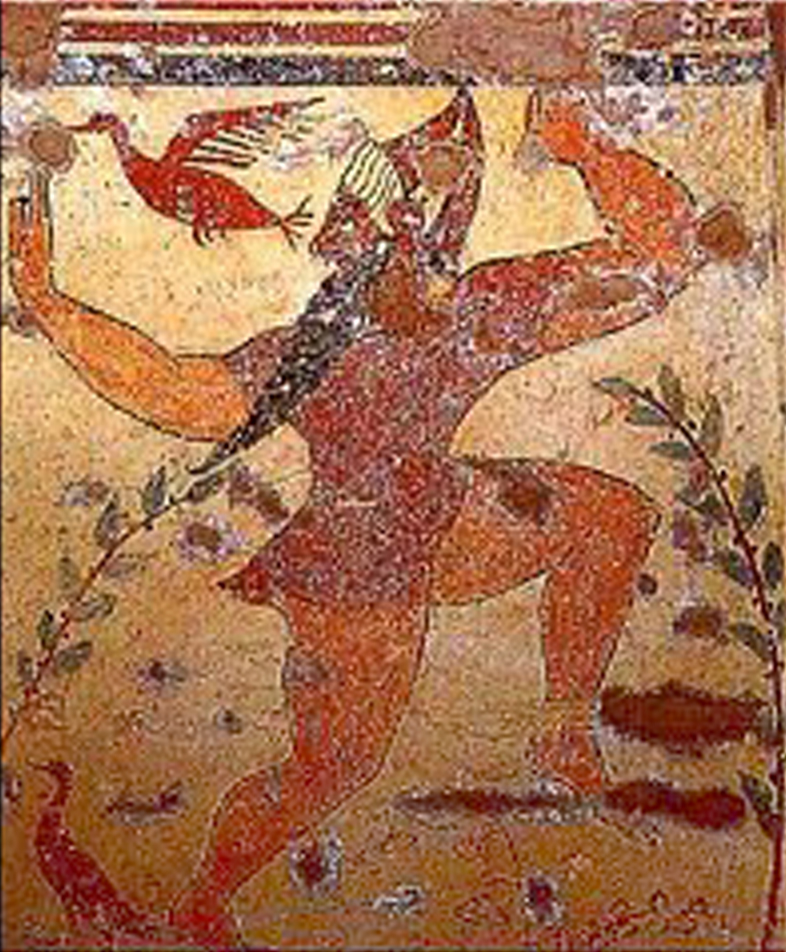
El Fersu (Enmascarado), Tumba de los Augures, Necrópolis de Monterozzi, Tarquinia.

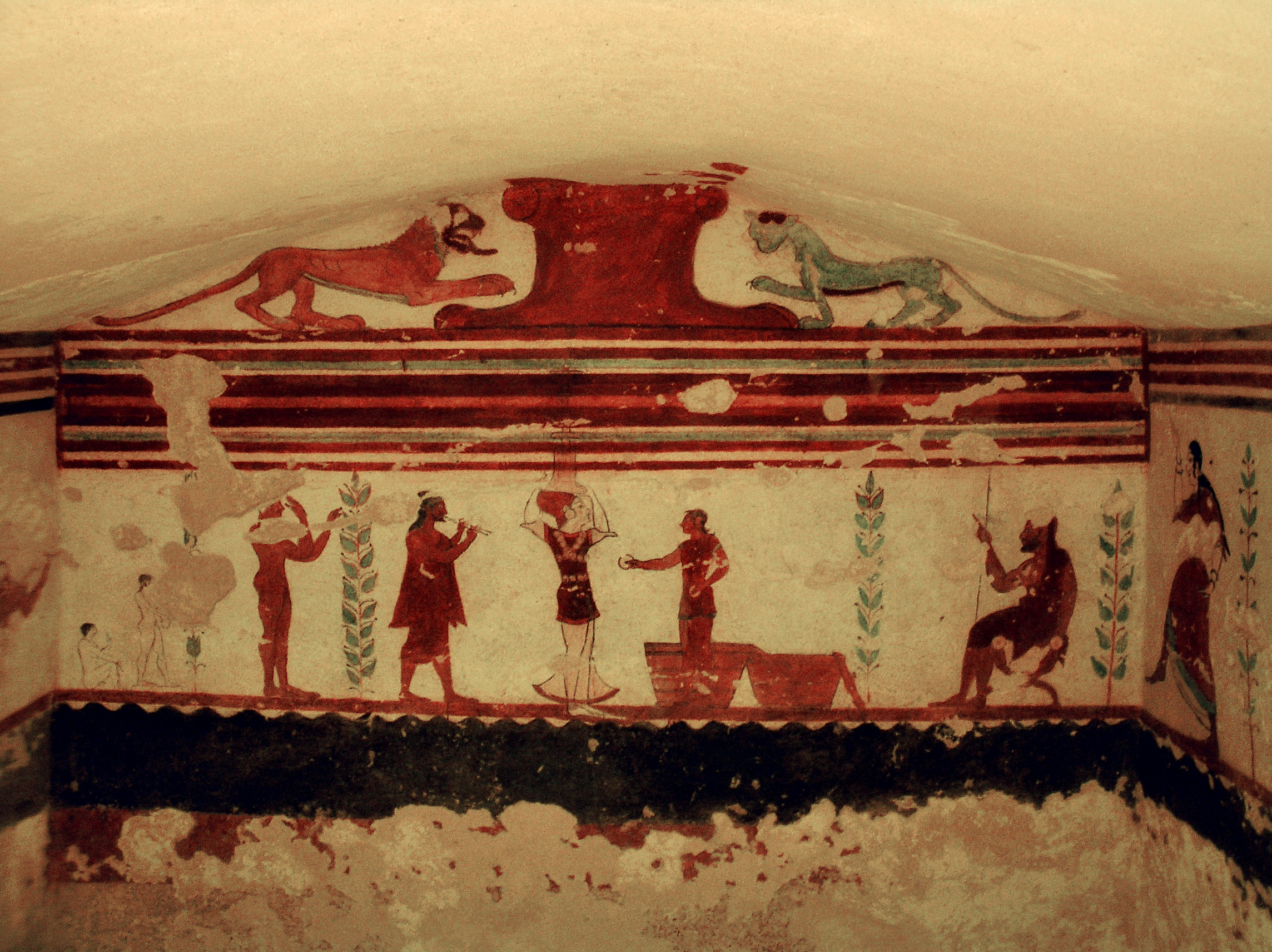
Tumba de los Malabaristas, Necrópolis de Monterozzi.

Los ludi scaenici eran los juegos practicados, en un principio, por los etruscos que se inspiraron en prácticas similares áticas o griegas, y que luego recogerían los romanos. Como muchas de sus prácticas, las únicas huellas etruscas son las representadas en los frescos de sus tumbas.

## Descripción
Los ludi scaenici formaban parte de los ludi, juegos organizados en el cuadro de la confederación etrusca de las doce ciudades (dodécapolis) que, con estas manifestaciones religiosas y, al tiempo, con espectáculos, reforzaron su unidad.
En los frescos de las tumbas etruscas se han encontrado representaciones de escenas donde la música ocupa un lugar primordial en los juegos funerarios que han llegado a nuestro conocimiento, como en la necrópolis de Monterozzi. También podían ser juegos sagrados (ludi sacri) funerarios en honor del difunto o rituales para solicitar el favor de sus diversos dioses o para apaciguar su ira.
Los ludi scaenici son juegos con escenificaciones de vocación ritual y votiva: teatro, música, mimo, danza o ballet, incluyendo el juego de los ludiones (actores etruscos que bailaban al son de la música) o de los histriones. Varrón nos informa de un autor de tragedias etrusco llamado Volnio. Estos juegos serán tomados igualmente por los romanos, siendo su destino las representaciones teatrales.
Otros juegos que se utilizaban: los dados etruscos, cótabo, el de la pelota (episkyros o harpastum) y el juego de Fersu. Entre las danzas etruscas destacaban la danza armada ("Troia"), las danzas funerarias, las «danzas saltarinas» y las danzas de carácter dionisíaco.
En la Antigua Roma, dentro de los juegos públicos organizados por el Estado en honor de los dioses, se hacían representaciones teatrales (ludi scaenici) y circenses (ludi circenses) precedidas, por tanto, por sacrificios rituales. Así, en los Ludi Megalenses, los Ludi Cereales, los Ludi Florales o los Ludi Apollinares se disponían ludi scaenici a los que seguían un día final dedicado a los espectáculos circenses.